# Amedeo Bagnis
Amedeo Bagnis (Casale Monferrato, 11 de noviembre de 1999) es un deportista italiano que compite en skeleton. Ganó una medalla de plata en el Campeonato Mundial de Skeleton de 2023.

## Palmarés internacional
| Campeonato Mundial | Campeonato Mundial   | Campeonato Mundial | Campeonato Mundial |
| Año                | Lugar                | Medalla            | Prueba             |
| ------------------ | -------------------- | ------------------ | ------------------ |
| 2023               | Sankt Moritz (Suiza) | Medalla de plata   | Individual         |